# Покривник сірочеревий
Покривни́к сірочеревий (Ammonastes pelzelni) — вид горобцеподібних птахів родини сорокушових (Thamnophilidae). Мешкає в Амазонії. Вид названий на честь австрійського орнітолога Августа фон Пельцельна. Раніше його відносили до роду Покривник (Myrmeciza), однак за результатами молекулярно-генетичного дослідження, яке показало поліфілітичність цього роду, цей вид було переведено до новоствореного монотипового роду Ammonastes.

## Поширення і екологія
Сірочереві покривники мешкають на сході Колумбії (центральна Какета, східний Ваупес, південно-східна Ґуайнія), на півдні Венесуелі (південний захід Амасонасу) і на крайньому північному заході Бразилії (верхів'я Ріу-Негру). Вони живуть в нижньому ярусі вологих рівнинних тропічних лісів, що ростуть на піщаних ґрунтах, на висоті до 350 м над рівнем моря.